# Felipe Agoncillo
Felipe Agoncillo (Taal, Batangas, 26 de mayo de 1859 - Manila, Filipinas, 29 de septiembre de 1941) fue el primer diplomático filipino y abogado filipino.
Representante de Filipinas en las negociaciones en París, que llevó al tratado de París (1898), que puso fin a la guerra hispano-estadounidense.
Como consejero y amigo de la familia del General Emilio Aguinaldo y el General Antonio Luna durante los momentos críticos de la revolución, Agoncillo participó activamente cuando presidió la Junta de Hong Kong. Su mayor contribución a la historia de Filipinas fue cuando lo asignaron para que negociara con los países extranjeros para asegurar la independencia del país, la asignación es considerada como la más importante asignación dada a un General.